# Funaria macrospora
Funaria macrospora là một loài Rêu trong họ Funariaceae. Loài này được R.S. Williams mô tả khoa học đầu tiên năm 1903.